# هنود
الهنود، هي تسمية تطلق على رعايا ومواطنو الهند، في عام 2022، بلغ عدد سكان الهند 1.4 مليار نسمة، من مختلف المجموعات العرقية. وفقًا لتوقعات الأمم المتحدة، تجاوزت الهند الصين كأكبر دولة من حيث عدد السكان في العالم بحلول نهاية أبريل 2023، حيث تضم 17.50 في المائة من سكان العالم. الهنود هم شعب متعدد العرقيات واللغات والأديان، يعتنق أغلبهم الهندوسية ويوجد أيضاً مسلمين ومسيحيين وسيخ وجاينيين وبوذ وزرادشتيين ويهود، وجمع الهندي هنود، وكان العرب يقولون أيضاً «هندكي» والجمع «هنادك»، ويقولون «سيف مهنَّد»، أي مصنوع في الهند.
يشير مصطلح «هندي» إلى الجنسية، وليس إلى عرق أو لغة معينة ؛ تتكون الجنسية الهندية من عشرات المجموعات العرقية اللغوية الإقليمية، مما يعكس التاريخ الغني والمعقد للبلاد. بسبب الهجرة، فإن الشتات الهندي موجود في جميع أنحاء العالم، ولا سيما في أجزاء أخرى من آسيا وأمريكا الشمالية وأوروبا ومنطقة البحر الكاريبي وأوقيانوسيا وأفريقيا . ينطبق مصطلح «ديمونيم» على مواطني جمهورية الهند الحالية ويعني السكان الأصليين، ولكنه يطلق أيضًا على الأشخاص المقيمين خارج الهند، والذين يُطلق عليهم الهنود في الخارج ؛ قبل تقسيم الهند في عام 1947، كان الاسم ينطبق على جميع المواطنين المقيمين في كل أنحاء الهند البريطانية (بما في ذلك ما يعرف الآن باسم باكستان وبنغلاديش وبلوشستان).
في كندا ومنطقة البحر الكاريبي والولايات المتحدة، تُستخدم المصطلحات الهندية الآسيوية والشرقية الهندية أحيانًا لتجنب الخلط بينه وبين الأمم الأولى في كندا، والشعوب الأصلية في منطقة البحر الكاريبي، والأمريكيين الأصليين في الولايات المتحدة، والتي تُعرف أيضًا باسم «هندي».
उत्तरं यत्समुद्रस्य हिमाद्रेश्चैव दक्षिणम्। वर्षं तद् भारतं नाम भारती यत्र संततिः।।
«البلد ( فارام ) الذي يقع شمال المحيط وجنوب الجبال الثلجية يسمى بهاراتام ؛ هناك يسكن أحفاد بهاراتا.»
في أوائل الكتاب المقدس للديانة الهندوسة الفيدا، وعلى المدى أريافارتا (بالسنسكريتية: आर्यावर्त) كان في الاستخدام الشعبي قبل مصطلح باهاراتا. ويشير مانوسميتي (2.22) الاسم أريافارتا إلى «المسار بين سلاسل جبال الهيمالايا وفيندهيا، من الشرق (خليج البنغال) إلى البحر الغربي (بحر العرب)».
بينما يأتي إشتقاق كلمة هند أو هندي بينما كلمة من (باليونانية: Ἰνδία). فأما عبر الهند اللاتينية جائت كلمة هند في اليونانية العامية المختلطة، والتي دلت على المنطقة الواقعة وراء نهر السند. منذ هيرودوت أي في القرن الخامس قبل الميلاد وردت مصطلحات مثل الأرض الهندية، إندوس، هندي، من الهندوس الفارسي القديم ومصطلح القرون الوسطى الهندوستاني . الاسم مشتق في النهاية من السند، الاسم السنسكريتي لنهر اندوس، ولكنه يعني أيضًا «النهر» عمومًا.

## تاريخ

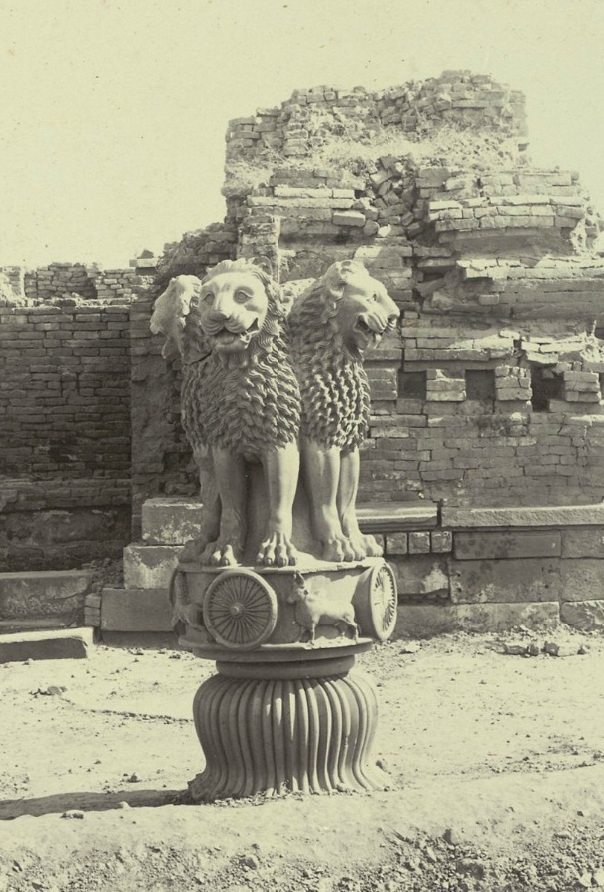
عمود أشوكا، أقامه الإمبراطور أشوكا حوالي 250 قبل الميلاد. لقد تم اعتماده كرمز للهند.

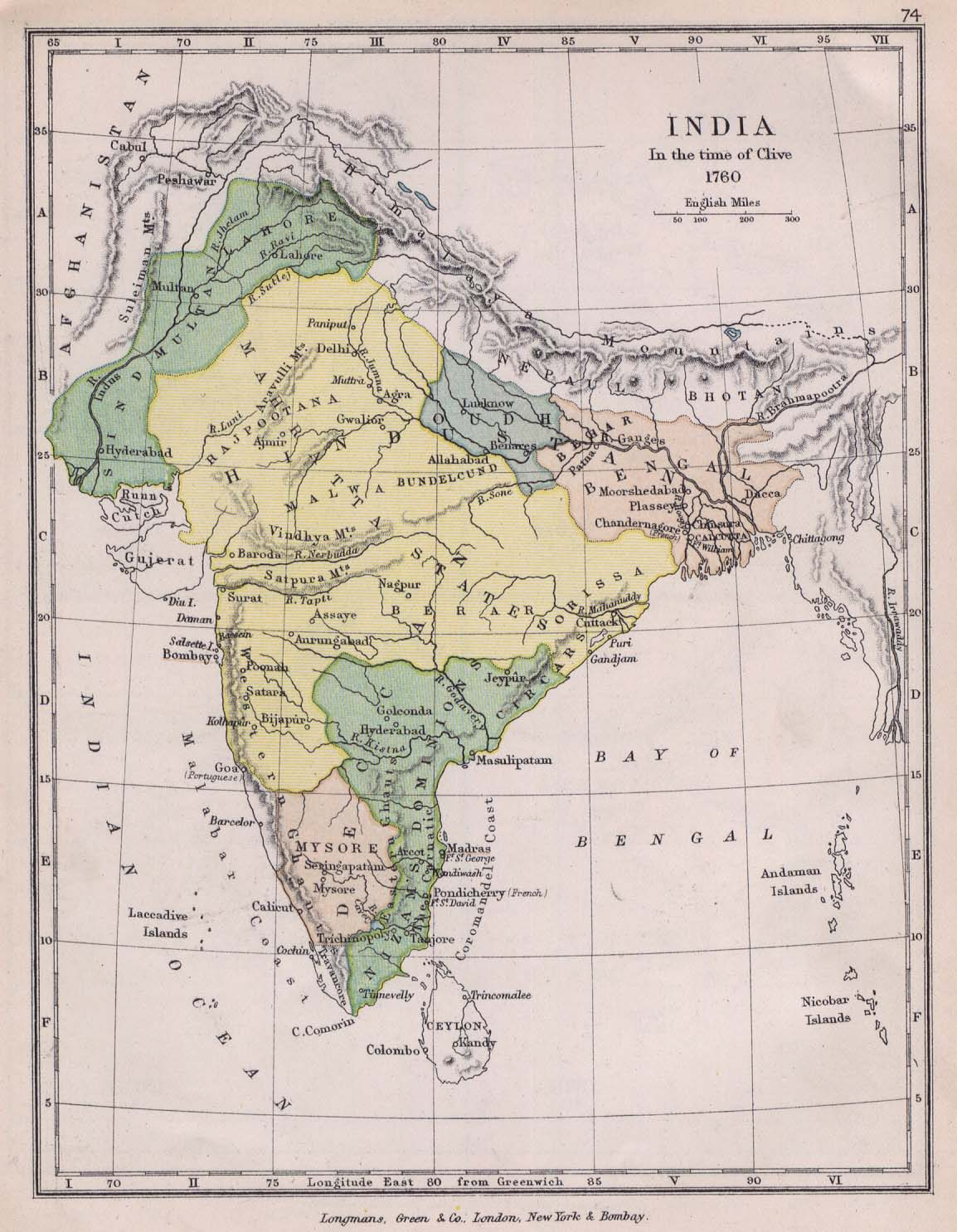
إمبراطورية المراثا : منطقة تحت سيطرة المراثا في عام 1760 (باللون الأصفر)، بدون توابعها

يشمل تاريخ الهند مستوطنات ومجتمعات ما قبل التاريخ في شبه القارة الهندية ؛ مزج حضارة وادي السند والثقافة الهندية الآرية في الحضارة الفيدية ؛ تطور الهندوسية كتوليف للثقافات والتقاليد الهندية المختلفة ؛ صعود ست عشرة جمهورية من الجمهوريات الأوليغارشية المعروفة باسم ماهاجانابادا؛ صعود حركة سراما . ولادة الجاينية والبوذية في القرن السادس قبل الميلاد،  وبداية تعاقب السلالات والإمبراطوريات القوية لأكثر من ألفي عام في مختلف المناطق الجغرافية لشبه القارة الهندية، بما في ذلك نمو السلالات الإسلامية خلال فترة العصور الوسطى المتشابكة مع القوى الهندوسية ؛ ظهور التجار الأوروبيين مما أدى إلى إقامة الحكم البريطاني ؛ وحركة الاستقلال اللاحقة التي أدت إلى تقسيم الهند وإنشاء جمهورية الهند .
أسس الشعب الهندي خلال الفترات القديمة والعصور الوسطى حتى أوائل القرن الثامن عشر بعضًا من أعظم الإمبراطوريات والسلالات في تاريخ جنوب آسيا مثل إمبراطورية ماوريا، وسلالة ساتافانا، وإمبراطورية جوبتا، وسلالة راشتراكوتا، وإمبراطورية تشالوكيا، وإمبراطورية تشولا، وإمبراطورية كاركوتا، وبالا الإمبراطورية، إمبراطورية فيجاياناغارا، إمبراطورية ماراثا وإمبراطورية السيخ . كانت أول إمبراطورية عظيمة للشعب الهندي هي إمبراطورية موريا التي كانت عاصمتها باتليبوترا ( باتنا، بيهار حاليًا)، وغزت الجزء الأكبر من جنوب آسيا في القرنين الرابع والثالث قبل الميلاد في عهد الإمبراطور الهندي شاندراغوبتا موريا وأشوكا جنبًا إلى جنب كبير مستشاريهم، أشاريا تشاناكيا، رائد العالم في مجالات العلوم السياسية والاقتصاد. كانت الإمبراطورية القديمة العظيمة التالية للشعب الهندي هي إمبراطورية جوبتا . تُعرف هذه الفترة، التي تشهد نهوضًا دينيًا وفكريًا هندوسيًا، باسم العصر الكلاسيكي أو «العصر الذهبي للهند». خلال هذه الفترة، انتشرت جوانب من الحضارة الهندية والإدارة والثقافة والهندوسية والبوذية في معظم أنحاء آسيا، بينما كانت إمبراطورية تشولا في الجنوب تتمتع بروابط تجارية بحرية مزدهرة مع الإمبراطورية الرومانية خلال هذه الفترة. علماء الرياضيات الهندية القديمة أريابهاتا، باسكارا إي وبراهماغوبتا اخترع مفهوم الصفر و الهندي العربي الأرقام النظام النظام العشري خلال هذه الفترة. خلال هذه الفترة انتشر التأثير الثقافي الهندي على أجزاء كثيرة من جنوب شرق آسيا مما أدى إلى إنشاء ممالك هندية في جنوب شرق آسيا .
خلال فترة العصور الوسطى المبكرة، حكمت سلالة راشتراكتا العظيمة معظم شبه القارة الهندية من القرن الثامن إلى القرن العاشر، ووصف الرحالة العربي سليمان الإمبراطور الهندي أموغافارشا من سلالة راشتراكوتا بأنه أحد الملوك الأربعة العظماء في العالم. عاش عالم الرياضيات الهندي الجنوبي في العصور الوسطى ماهافيرا في سلالة راشتراكوتا وكان أول عالم رياضيات هندي فصل علم التنجيم عن الرياضيات وكتب أول نص هندي مكرس بالكامل للرياضيات. كانت أعظم إمبراطورية بحرية للهنود في العصور الوسطى هي سلالة تشولا . تحت حكم الأباطرة الهنود العظماء راجاراجا تشولا الأول وخليفته راجندرا تشولا الأول أصبحت سلالة تشولا قوة عسكرية واقتصادية وثقافية في جنوب آسيا وجنوب شرق آسيا . تم إعلان قوة إمبراطورية تشولا للعالم الشرقي من خلال الرحلة الاستكشافية إلى نهر الغانج التي قام بها راجندرا تشولا الأول واحتلال مدن الإمبراطورية البحرية لسريفيجايا في جنوب شرق آسيا، وكذلك من قبل السفارات المتكررة إلى الصين.
خلال أواخر العصور الوسطى، حكمت إمبراطورية فيجاياناجارا العظيمة معظم جنوب الهند من القرن الرابع عشر إلى القرن السادس عشر ووصلت إلى ذروتها في عهد إمبراطور جنوب الهند سري كريشناديفارايا  ازدهرت مدرسة كيرلا للفلك والرياضيات في العصور الوسطى خلال هذه الفترة تحت علماء رياضيات من جنوب الهند مشهورين مثل مادهافا (1340-1425)، الذين قدموا مساهمات مهمة في علم المثلثات وحساب التفاضل والتكامل، ونيلاكانتا (1444-1545)، الذين افترضوا وجود مدارات الكواكب.
عززت إمبراطورية المغول الكثير من شبه القارة الهندية تحت مملكة واحدة. تحت حكم المغول، طورت الهند اقتصادًا قويًا ومستقرًا، مما أدى إلى التوسع التجاري ورعاية أكبر للثقافة، مما أثر كثيرًا على المجتمع الهندي. كانت إمبراطورية موغال مجتمعات محلية متوازنة وهادئة من خلال ممارسات إدارية جديدة   ولديها نخب حاكمة متنوعة وشاملة،  مما أدى إلى حكم أكثر منهجية ومركزية وموحدة.  الفئات الاجتماعية متماسكة حديثا في شمال وغرب الهند، مثل مراثيون، و راجبوت، و الباتان، و العبيد والسيخ والعسكرية المكتسبة والتي تحكم طموحات أثناء حكم المغول، والتي، من خلال التعاون أو الشدائد، وقدم لهم على حد سواء الاعتراف والخبرة العسكرية. 
و إمبراطورية ماراثا والسيخ ظهرت في القرن 17، وأنشأ مرثا الإمبراطورية والسيخ الإمبراطورية، والتي أصبحت القوى المهيمنة في الهند في القرن 18. يعود الفضل إلى إمبراطورية المراثا إلى حد كبير في إنهاء حكم المغول في الهند. امتدت الإمبراطورية في ذروتها من تاميل نادو في الجنوب إلى بيشاور وخيبر باختونخوا في الشمال  والبنغال وجزر أندامان في الشرق.
أدى انهيار إمبراطورية موغال وإمبراطورية المراثا من أواخر القرن الثامن عشر إلى منتصف القرن التاسع عشر إلى ضم مناطق كبيرة من الهند من قبل شركة الهند الشرقية البريطانية التابعة للإمبراطورية البريطانية وشهدت فترة من التطور السريع للبنية التحتية والتدهور الاقتصادي و المجاعات الكبرى .   خلال النصف الأول من القرن العشرين، انطلق الكفاح الوطني من أجل استقلال الهند، وحصلت شبه القارة الهندية على استقلالها عن المملكة المتحدة في عام 1947، بعد تقسيم المقاطعات البريطانية إلى سيطرتين على الهند وباكستان والدول الأميرية انضمت جميعها إلى إحدى الولايات الجديدة.

## الأعراق
تم استخدام اسم بهاراتا كاسم منسوب ذاتيًا من قبل شعوب شبه القارة الهندية وجمهورية الهند . تظهر التسمية «بهاراتا» في الاسم السنسكريتي الرسمي للبلد، بهاراتا جاجراجيا . الاسم مشتق من فيدا وبورانا القديمة، والتي تشير إلى الأرض التي تشكل الهند باسم " Bhārata varṣam " وتستخدم هذا المصطلح لتمييزها عن القارات الأخرى. كانت الباراتاس قبيلة فيديك مذكورة في ريجفيدا، ولا سيما المشاركة في معركة الملوك العشرة . سميت الهند على اسم الإمبراطور الأسطوري بهاراتا الذي كان سليل قبيلة بهاراتاس، سليل سلالة كورو الذي وحد شبه القارة الهندية تحت مملكة واحدة.

## حضاره
الهند هي واحدة من أقدم الحضارات في العالم. تمتد الثقافة الهندية، التي غالبًا ما توصف بأنها اندماج للعديد من الثقافات المختلفة، عبر شبه القارة الهندية وقد تأثرت وشكلت بتاريخ يعود إلى عدة آلاف من السنين. طوال تاريخ الهند، تأثرت الثقافة الهندية بشدة بالديانات الدرمية . لقد كان لهم الفضل في تشكيل الكثير من الفلسفة والأدب والهندسة المعمارية والفن والموسيقى الهندية. كانت الهند الكبرى هي النطاق التاريخي للثقافة الهندية خارج شبه القارة الهندية . يتعلق هذا خصوصًا بانتشار الهندوسية والبوذية والعمارة والإدارة ونظام الكتابة من الهند إلى أجزاء أخرى من آسيا عبر طريق الحرير من قبل المسافرين والتجار البحريين خلال القرون الأولى من العصر المشترك . إلى الغرب، تتداخل الهند الكبرى مع بلاد فارس الكبرى في جبال هندو كوش وجبال بامير . خلال فترة العصور الوسطى، لعب الإسلام دورًا مهمًا في تشكيل التراث الثقافي الهندي. على مر القرون، كان هناك اندماج كبير للهندوس والجاين والسيخ مع المسلمين في جميع أنحاء الهند.

### دين

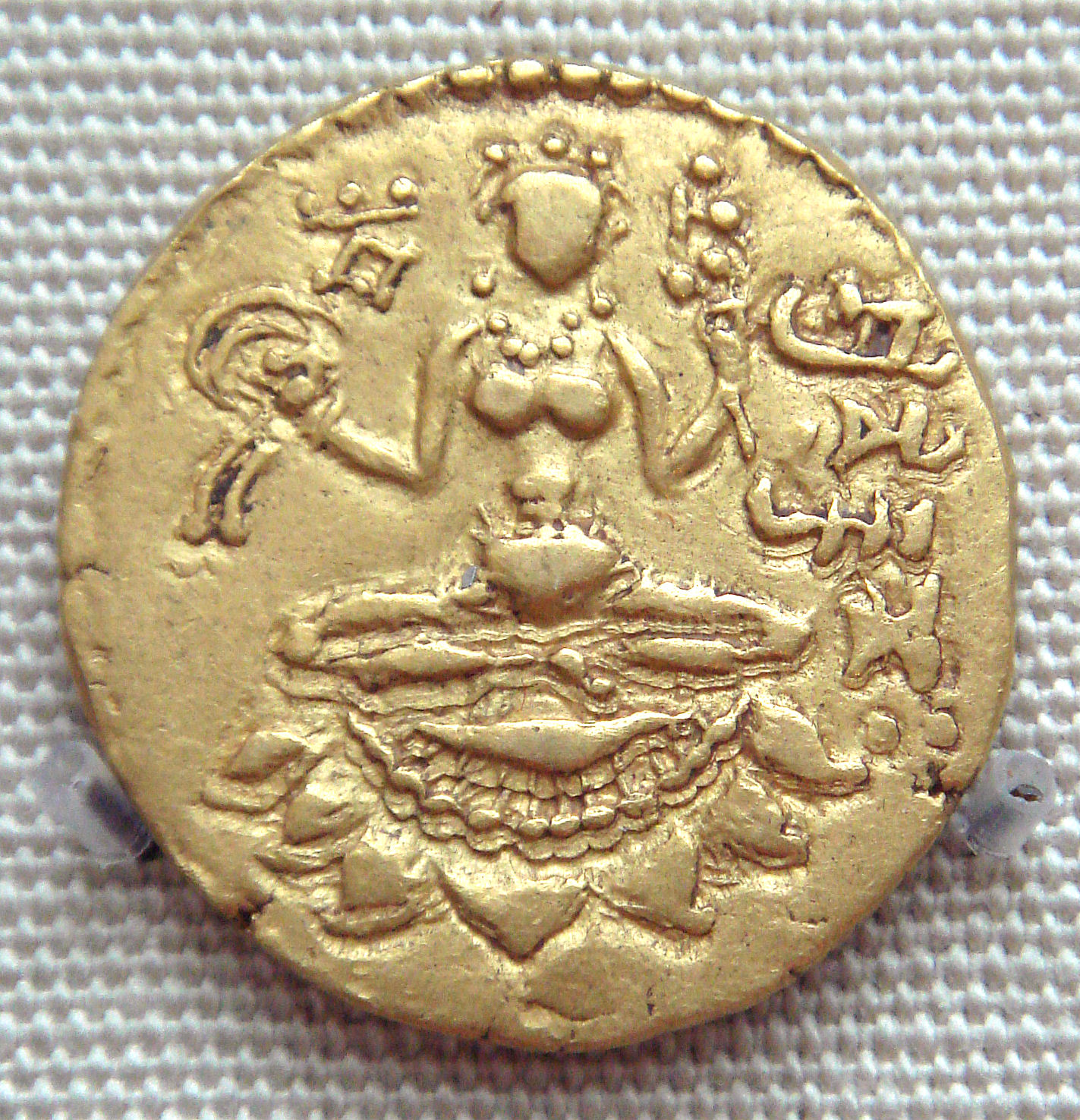
آلهة لاكشمي على العملات الذهبية الصادرة في عهد إمبراطورية جوبتا، ج. 380 ميلادي

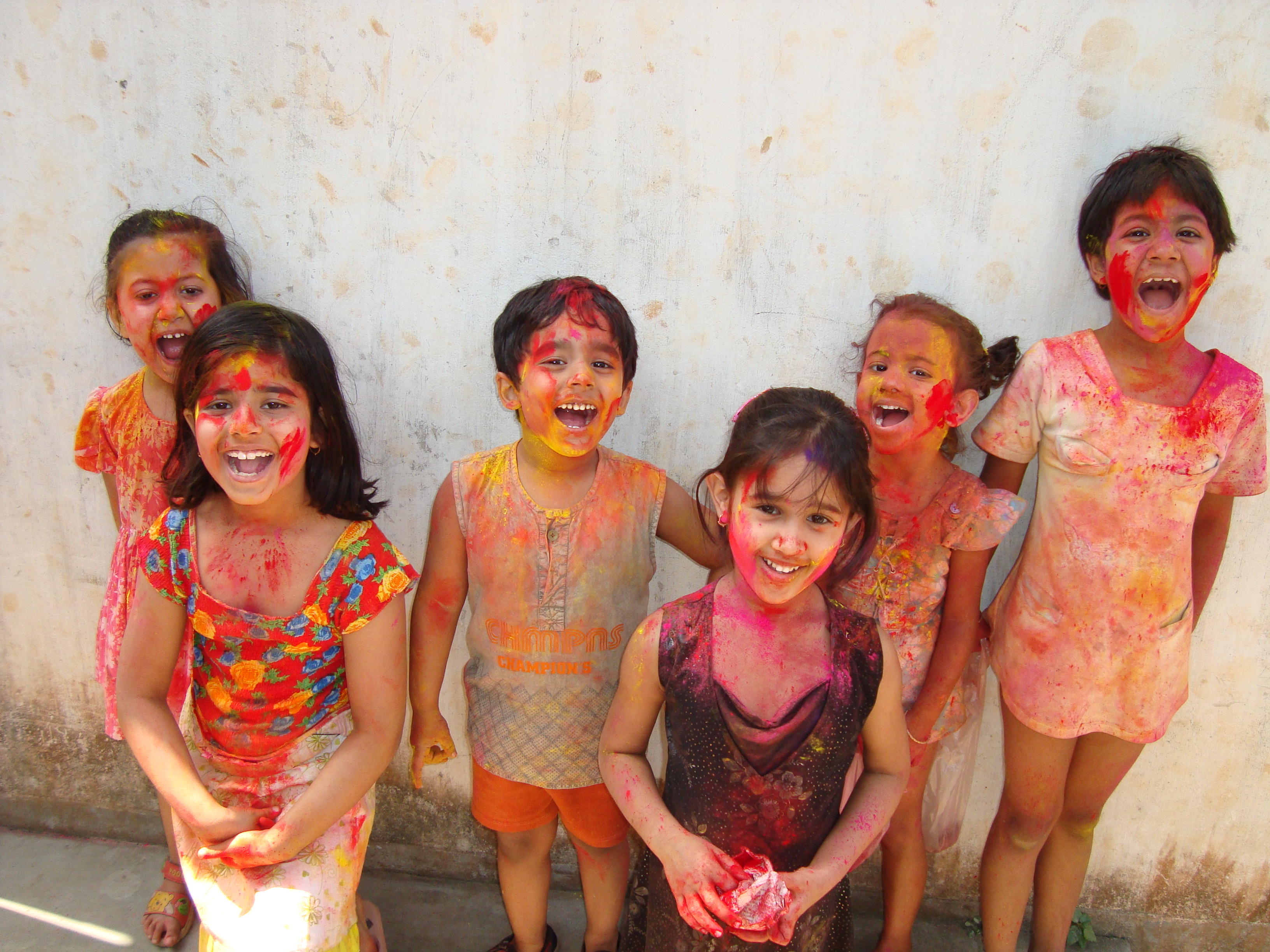
هولي هو مهرجان هندي كبير يتم الاحتفال به كل ربيع.

الهند هي مسقط رأس الهندوسية والبوذية والجاينية والسيخية، والمعروفة مجتمعة باسم الديانات الهندية. الأديان الهندية، المعروفة أيضًا باسم الديانات الدرمية، هي شكل رئيسي من أديان العالم جنبًا إلى جنب مع الديانات الإبراهيمية . اليوم، الهندوسية والبوذية هما ثالث ورابع أكبر ديانات في العالم على التوالي، مع أكثر من 1 مليار متابع إجمالاً،  وربما ما يصل إلى 1.5 أو 1.6 مليار متابع. طوال تاريخ الهند، كان الدين جزءًا مهمًا من ثقافة البلاد. إن التنوع الديني والتسامح الديني راسخان في البلاد بموجب القانون والعرف ؛ أعلن دستور الهند أن الحق في حرية الدين هو حق أساسي .
للإلحاد واللاأدرية تاريخ طويل في الهند وازدهرت داخل حركة سمنية . نشأت مدرسة كارفاكا في الهند حوالي القرن السادس قبل الميلاد وهي واحدة من أقدم أشكال الحركة المادية والإلحادية في الهند القديمة. تعتبر السمنية والبوذية والجاينية وآجيفيكا وبعض مدارس الهندوسية مثل سامخيا الإلحاد صالحًا وترفض مفهوم إله الخالق والطقوس والخوارق . أنتجت الهند بعض السياسيين الملحدين والمصلحين الاجتماعيين البارزين.
على الرغم من أن ما يقرب من 80 ٪ من مواطني الهند هم من الهندوس، إلا أن البلاد بها عدد كبير من المسلمين والمسيحيين والسيخ والبوذيين والجاينيين والفرسيين وأتباع الديانات القبلية. لكل من الزرادشتية واليهودية عدة آلاف من أتباع الهنود، ولهم أيضًا تاريخ قديم في الهند. الهند لديها أكبر عدد من الناس والتمسك الزرادشتية والبهائية في العالم، وعلى الرغم من هذه الديانتين ليست أصلية في الهند. العديد من ديانات العالم الأخرى لها أيضًا علاقة بالروحانية الهندية، مثل العقيدة البهائية التي تعترف ببوذا وكريشنا على أنهما تجليات من الله سبحانه وتعالى. على الرغم من الدور القوي للدين في الحياة الهندية، إلا أن للإلحاد واللاأدريين أيضًا تأثيرًا مرئيًا جنبًا إلى جنب مع التسامح الذاتي تجاه الآخرين. وفقًا لتقرير وين غالوب العالمي للدين والإلحاد لعام 2012، كان 81٪ من الهنود متدينين، و 13٪ ليسوا متدينين، و 3٪ كانوا ملحدين مقتنعين، و 3٪ كانوا غير متأكدين أو لم يستجيبوا.
تقليديا، يتم تجميع المجتمع الهندي وفقًا لطبقتهم . وهو النظام الذي الطبقات الاجتماعية داخل أقسام الاجتماعية المختلفة التي يحددها آلاف متزاوجة مجموعة وراثية غالبا ما يطلق عليها جات أو الطبقات . داخل الجات، توجد مجموعات خارجية تعرف باسم غوترا، سلالة أو عشيرة الأفراد. تم كسر حواجز الطوائف في الغالب في المدن ولكنها لا تزال موجودة في شكل ما في المناطق الريفية.
غالبية الناس في معظم الولايات هم من أتباع الهندوسية . ومع ذلك، فإن كشمير ولاكشادوي ذات أغلبية مسلمة. ناجالاند وميزورام وميغالايا هم أغلبية مسيحية والبنجاب أغلبية سيخية. على الرغم من أن المشاركين في التعداد السكاني الهندي قد يختارون عدم التصريح بدينهم، فلا توجد آلية للشخص للإشارة إلى أنه / هي لا يلتزم بأي دين. بسبب هذا القيد في عملية التعداد الهندي، قد لا تكون البيانات الخاصة بالأشخاص غير المنتمين إلى أي دين دقيقة. تحتوي الهند على غالبية الهندوس واليانيين والسيخ والزرادشتيين والبهائيين في العالم . تنتشر المسيحية على نطاق واسع في شمال شرق الهند، وأجزاء من جنوب الهند، ولا سيما في ولاية كيرلا وبين مختلف السكان في وسط الهند. المسلمون هم أكبر أقلية دينية. الهند هي أيضًا موطن لثالث أكبر عدد من السكان المسلمين في العالم بعد إندونيسيا وباكستان .

### أسرة

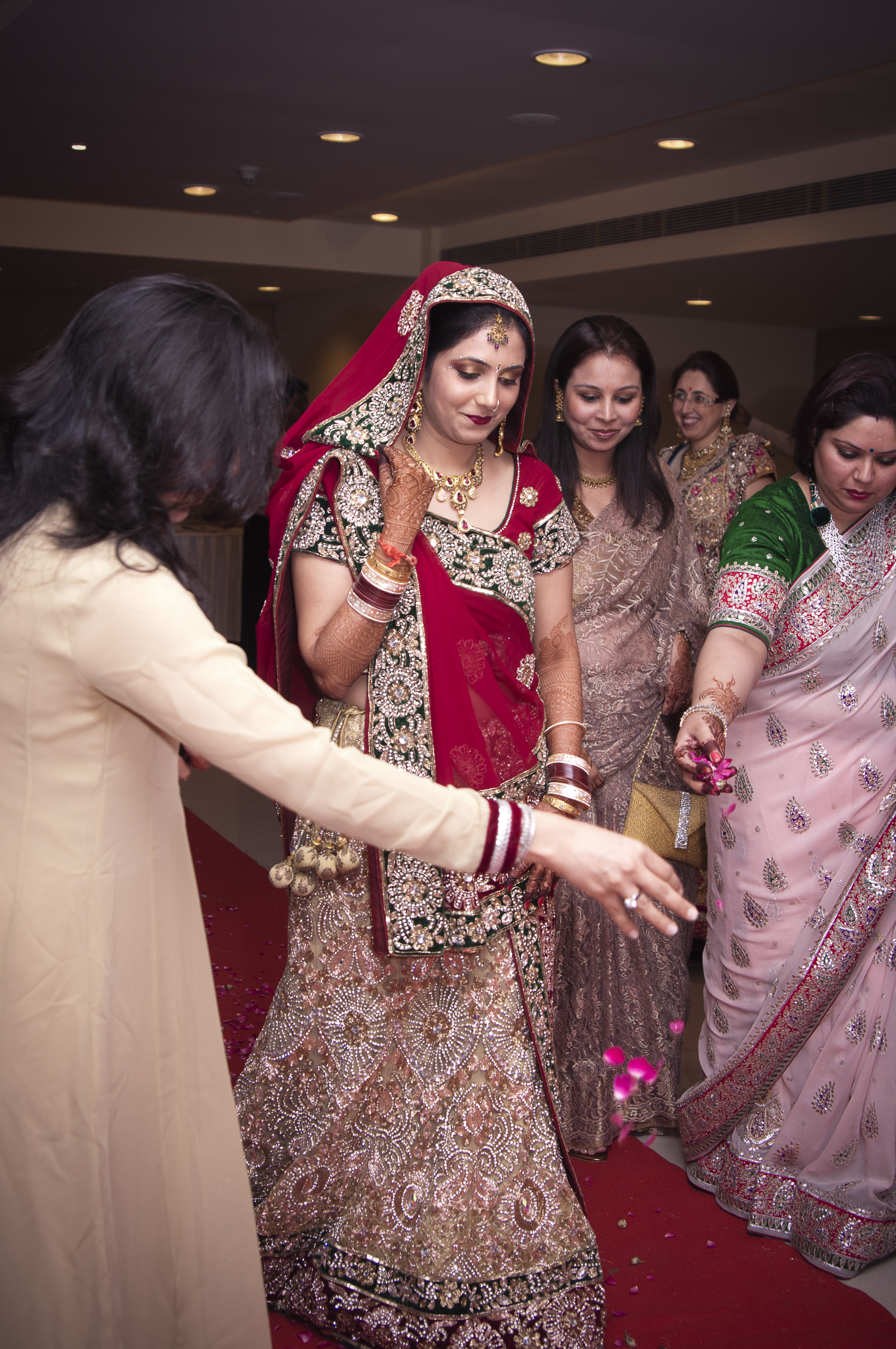
العروس الهندية بزي الزفاف التقليدي

تاريخيا، كان للهند تقليد سائد لنظام الأسرة المشتركة أو الأسرة غير المقسمة . نظام الأسرة المشتركة هو ترتيب عائلي ممتد منتشر في جميع أنحاء شبه القارة الهندية، وخاصة في الهند . يرأس الأسرة الأب، الرجل الأكبر سنًا، الذي يتخذ القرارات في الأمور الاقتصادية والاجتماعية نيابة عن الأسرة بأكملها. تمارس زوجة البطريرك عمومًا السيطرة على الأسرة والممارسات الدينية البسيطة وغالبًا ما يكون لها تأثير كبير في الشؤون المنزلية. تتكون الأسرة المشتركة الأبوية من رجل كبير السن وزوجته وأبنائه وبناته غير المتزوجات وزوجات أبنائه وأطفاله. يتدفق دخل الأسرة إلى مجمع مشترك، يتم من خلاله سحب الموارد لتلبية احتياجات جميع الأعضاء، والتي ينظمها أرباب الأسرة. ومع ذلك، مع التحديث والتنمية الاقتصادية، شهدت الهند تفكك الأسرة التقليدية المشتركة إلى أسر أكثر نواة، وتشكل الأسرة المشتركة التقليدية في الهند نسبة صغيرة من الأسر الهندية.
كانت الزيجات المرتبة من التقاليد السائدة في المجتمع الهندي. يعتبر الزواج اتحادًا بين عائلتين وليس أفرادًا فقط، ويمكن أن تختلف العملية التي ينطوي عليها الزواج المدبر اعتمادًا على المجتمعات والعائلات. وجدت دراسة استقصائية حديثة أن عددًا أقل من الزيجات يتم ترتيبه بحتة دون موافقة وأن غالبية الزيجات الهندية التي شملها الاستطلاع يتم ترتيبها بموافقة. اقترحت الدراسة أيضًا أن الثقافة الهندية تتجه بعيدًا عن الزيجات التقليدية المرتبة، ووجدوا أن اتجاهات الزواج في الهند مماثلة للاتجاهات التي لوحظت على مدار الأربعين عامًا الماضية حيث كانت الزيجات المدبرة شائعة سابقًا، لا سيما في الصين واليابان.

### اللباس
تطورت أنماط الملابس الهندية بشكل مستمر على مدار التاريخ. تمت زراعة القطن لأول مرة في شبه القارة الهندية حوالي الألفية الخامسة قبل الميلاد. لا تزال الأصباغ المستخدمة خلال هذه الفترة قيد الاستخدام، وخاصةً النيلي، والفوة الحمراء، واللاك، والكركم . تم نسج الحرير حوالي 2450 قبل الميلاد و 2000 قبل الميلاد. في القرن الحادي عشر قبل الميلاد وفي كتاب تزوير-فيدا جائت التنويهات مصبوغة والملابس المطرزة المعروفة باسم باريدهان وبيسوس على التوالي، وبالتالي يسلط الضوء على تطوير تقنيات متطورة لتصنيع الملابس الجاهزة خلال هذه الفترة. في القرن الخامس قبل الميلاد، يصف المؤرخ اليوناني هيرودوت ثراء جودة المنسوجات الهندية. بحلول القرن الثاني بعد الميلاد، تم استيراد القطن والموسلين والمنسوجات الحريرية المصنعة في الهند من قبل الإمبراطورية الرومانية وكانت واحدة من الصادرات الرئيسية للهند القديمة إلى أجزاء أخرى من العالم إلى جانب التوابل الهندية وفولاذ ووتز . تختلف الملابس الهندية التقليدية اختلافًا كبيرًا عبر أجزاء مختلفة من البلاد وتتأثر بالثقافة المحلية والجغرافيا والمناخ. النساء ارتداء تقليديا ساري، جاجرا تشولي، انجارخا، فيران، البناطيل هندية، غرارة وباندي مع دوباتا أو غونغات تلبس فوق الرأس أو الكتف لاستكمال الزي. الرجال ارتداء تقليديا انجارخا، أشكان، كورتا، هندية، فيران، شيرواني وكوتي عن الملابس العلوية، ويشمل الإزار دوتي، شوريدار، البناطيل، و ونجي . عادة ما يتم ارتداء باجري حول الرأس لإكمال الزي. في المراكز الحضرية، غالبًا ما يرتدي الناس الملابس الغربية ومجموعة متنوعة من الأزياء المعاصرة الأخرى.

### أطباق

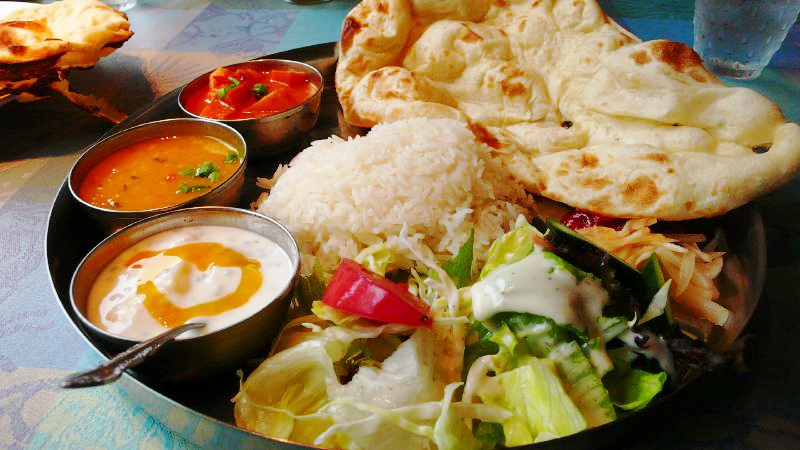
ثالي نباتي مع نان، daal، ريتا و باباد

يختلف الطعام الهندي من منطقة إلى أخرى. تشمل الأطعمة الأساسية للمطبخ الهندي مجموعة متنوعة من العدس ودقيق القمح الكامل والأرز والدخن اللؤلؤي، التي تمت زراعتها في شبه القارة الهندية منذ 6200 قبل الميلاد. مع مرور الوقت، تبنت شرائح من السكان النظام النباتي خلال حركة السراما  بينما سمح المناخ العادل بزراعة مجموعة متنوعة من الفواكه والخضروات والحبوب على مدار العام. نظام تصنيف المواد الغذائية التي تصنف أي البند كما ساتفيك، راجاسيتش أو تاماسيك المتقدمة في اليوغا التقليد. وصف البهاغافاد غيتا ممارسات غذائية معينة. خلال هذه الفترة، أصبح استهلاك أنواع مختلفة من اللحوم من المحرمات، نظرًا لكونها مقدسة أو غير نقية. تستخدم المأكولات الهندية العديد من المكونات، وتنشر مجموعة واسعة من أساليب إعداد الطعام، وتقنيات الطهي وتقديم الطهي حسب الموقع الجغرافي. 

### الفنون التمثيلية
أقدم الأمثلة المحفوظة للموسيقى الهندية هي ألحان سامافيدا (1000 قبل الميلاد) التي لا تزال تُغنى في بعض تضحيات شراوتا، هذا هو أقرب حساب للترانيم الموسيقية الهندية. أثرت سامافيدا ونصوص هندوسية أخرى بشدة على تقاليد الموسيقى الكلاسيكية في الهند، والتي تُعرف اليوم بأسلوبين متميزين: موسيقى هندوستانية وموسيقى كارناتيك . يعتمد كلا النظامين الموسيقيين الهندوستاني والكارناتيك على القاعدة اللحنية المعروفة باسم راجا، والتي تُغنى في دورة إيقاعية تُعرف باسم تالا . تم تنقيح هذه المبادئ في ناتياشاسترا (200 قبل الميلاد) و داتيلام (300 ميلادي).
ال ناتياشاسترا هو أطروحة هندية قديمة عن الفنون المسرحية، تشمل المسرح والرقص والموسيقى . تمت كتابته خلال الفترة ما بين 200 قبل الميلاد و 200 CE في الهند الكلاسيكية ويُنسب تقليديًا إلى بهاراتا موني. ناتيا شاسترا واسعة بشكل لا يصدق في نطاقها. في حين أنها تتعامل بشكل أساسي مع المسرحيات، فقد أصبحت تؤثر على الموسيقى والرقص الكلاسيكي والأدب أيضًا. ويغطي تصميم المسرح والموسيقى والرقص والمكياج وتقريباً كل جانب آخر من جوانب المسرح .
للدراما والمسرح الهندي تاريخ طويل إلى جانب الموسيقى والرقص. واحدة من أقدم المسرحية المعروفة هي مسرحية مرشاكاتيكا من ‏ تأليف أودراكا . تلاه سهم أسفاغوسا وباسة في سوابنافاسافاداتا و بانشاراترا . أبرز الأعمال هي  كاليداسا وفيكرامورفاشيا و مالافيكاجنيميترا . حرشة الصورة راتنافالي، بريادارسيكا، و ناجاناندا، وغيرها من القديم ملحوظ المسرحيين تشمل بهاتا نارايانا، بافابهوتي، فيشاخاداتا، ثيراتام  و فيسواناثا كافيرايا .
ملحوظة خرافة قصة الأدوار كليلة ودمنة، بيتال باتشيسي، كاتاساريتساغارا، بريهاتكاتا وجاتاكا حكايات أجريت في المسارح الشعبية منذ فترة قديمة. أصبحت حكايات جاتاكا جزءًا من الفولكلور في جنوب شرق وشرق آسيا مع انتشار البوذية. كان لهذه الأدبيات أيضًا تأثير في تطوير ألف ليلة وليلة خلال فترة العصور الوسطى.

### المساهمة والاكتشافات
لعب الشعب الهندي دورًا رئيسيًا في تطوير الفلسفة والعلوم والرياضيات والفنون والعمارة وعلم الفلك عبر التاريخ . خلال الفترة القديمة، تضمن الإنجاز الرياضي البارز للهند نظام الأرقام الهندوسية والعربية مع القيمة المكانية العشرية ورمز الصفر، ومعادلة الاستيفاء، وهوية فيبوناتشي، والنظرية، وأول حل حسابي كامل (بما في ذلك الحلول الصفرية والسالبة) للمعادلات التربيعية . يمكن تتبع طريقة شاكرافالا، واصطلاح التوقيع، وسلسلة مادهافا، وجيب وجيب التمام في الدوال المثلثية إلى جيا وكوتي جيا . تشمل الاختراعات العسكرية البارزة فيلة الحرب والأسلحة الفولاذية ذات البوتقة المعروفة باسم صواريخ دمشق الفولاذية وصواريخ ميسوريان . الاختراعات البارزة الأخرى خلال القديمة وتشمل فترة الشطرنج، القطن، السكر، أطلقت الطوب، الحبر الصباغ الكربون، حاكم، أمريكا اللاتينية والكاريبي، ورنيش، بئر مدرج، النيلي صبغ، ثعبان وسلم، الشاش، ودو، كاليكو، فولاذ هندواني الصلب، على مدار الساعة البخور، الشامبو، بالامبور، قماش قطني مطبوع، والمنازل الجاهزة .
تطورت الجوانب الثقافية والأديان والفلسفة والفنون والهندسة المعمارية الهندية على مدى عدة آلاف من السنين وانتشرت في معظم أنحاء آسيا بطريقة سلمية. العديد من الهياكل المعمارية من الهند مثل سانشي ستوبا، تاج محل، و معبد مهابودهي هي اليونسكو من مواقع التراث العالمي اليوم.
في العصر الحديث، واصل الشعب الهندي المساهمة في الرياضيات والعلوم والفيزياء الفلكية . من بينهم ساتيندرا ناث بوز، سرينيفاسا رامانوجان، جاغاديش شاندرا بوز، ميجناد ساها، هومي جيه بهابها، براسانتا تشاندرا ماهالانوبيس، والحائزين البارزين على جائزة نوبل السيرة الذاتية رامان، هار جوبيند خورانا، فينكاترامان راماكريشنان، وسوبرامانيان شاندراسي فورخار. نظرية حول المراحل التطورية اللاحقة للنجوم الضخمة، بما في ذلك الثقوب السوداء.

### التجسيد الوطني
بهارات ماتا ( هندي، من السنسكريتية भारत माता، Bhārata Mātā )، أم الهند، أو بهاراتامبا (من أم أمبا ) هو التجسيد الوطني للهند كإلهة أم.
تشكلت صورة بهارات ماتا مع حركة الاستقلال الهندية في أواخر القرن التاسع عشر. مسرحية لكيران شاندرا بانديوبادياي، بهارات ماتا، تم عرضها لأول مرة في عام 1873. عادة ما يتم تصويرها على أنها امرأة ترتدي ساري برتقالي أو زعفران تحمل العلم، وأحيانًا يكون مصحوبًا بأسد .

## الشتات الهندي

خريطة للعالم توضح التوزيع والتركيز التقديريين للمنحدرين من أصل هندي أو سلالة هندية حسب البلد.
India
+ 1.000.000
+ 100.000
+ 10.000
+ 1.000
No data

| India + 1.000.000 + 100.000 | + 10.000 + 1.000 No data |

على الرغم من أن المجموعات السكانية التي نشأت في أجزاء مختلفة من شبه القارة الهندية وداخل الحدود الدولية للبلد الحديث للهند كانت تهاجر إلى جنوب شرق آسيا وشرق آسيا وآسيا الوسطى وشمال إفريقيا وحتى على طول ساحل البحر الأبيض المتوسط في أوروبا، فإن الشتات الهندي عمومًا يشير مصطلح اجتماعي سياسي أو تاريخي إلى أولئك الذين هاجرت عائلاتهم أو هاجروا هم أنفسهم إلى أجزاء أخرى من العالم بعد أن أسست الإمبراطورية البريطانية نفسها في الهند. تختلف التقديرات السكانية من 12 مليون إلى 20 مليون شخص في الشتات.

### المملكة المتحدة
نما الجالية الهندية البريطانية إلى أكثر من مليون. وفقًا لتعداد المملكة المتحدة لعام 2001، كان هناك 1،053،411 بريطانيًا من أصل هندي كامل (يمثلون 1.8 ٪ من سكان المملكة المتحدة). الغالبية العظمى من 99.3٪ يقيمون في إنجلترا (في عام 2008 يُعتقد أن الرقم كان حوالي 97.0٪). في فترة السبع سنوات بين عامي 2001 و 2009، زاد عدد الأشخاص المولودين في الهند في المملكة المتحدة في الحجم بنسبة 38٪ من 467،634 إلى حوالي 647،000 (زيادة بنحو 180،000).

### كندا
هناك أكثر من 1.5 مليون شخص من أصل هندي أو أصل هندي في كندا، يعيش معظمهم في تورنتو الكبرى وفانكوفر، مع مجتمعات متنامية في ألبرتا وكيبيك. ما يقرب من 4 ٪ من إجمالي السكان الكنديين من أصل هندي، وهو رقم أعلى من كل من الولايات المتحدة وبريطانيا. وفقًا لإحصاءات كندا، يعد الكنديون من أصل هندي من أسرع مجموعات الأقليات المرئية نموًا في كندا، حيث يشكلون ثاني أكبر مجموعة من أصل غير أوروبي في البلاد بعد الكنديين الصينيين. يمكن للجالية الهندية الكندية تتبع تاريخها في كندا إلى 120 عامًا إلى عام 1897 عندما زارت مجموعة من جنود السيخ الساحل الغربي لكندا، في المقام الأول كولومبيا البريطانية التي كانت في ذلك الوقت قليلة الكثافة السكانية وأرادت الحكومة الكندية الاستقرار من أجل منع استيلاء الولايات المتحدة على الأراضي.

### جنوب أفريقيا
يعيش أكثر من مليون شخص من أصل جنوب آسيوي في جنوب إفريقيا، حيث ترك أسلافهم الهند المستعمرة في الغالب كعمال بالسخرة، وهاجر عدد أقل لاحقًا باسم «الركاب الهنود»، في أواخر القرن التاسع عشر وأوائل القرن العشرين. يتركزون حول مدينة ديربان . تم تصنيفهم على أنهم أعضاء في العرق «الهندي» في ظل نظام الفصل العنصري البائد في البلاد.

### تنزانيا
يعيش حوالي 40.000 شخص من أصل هندي في تنزانيا معظمهم في المناطق الحضرية.

### الولايات المتحدة الأمريكية

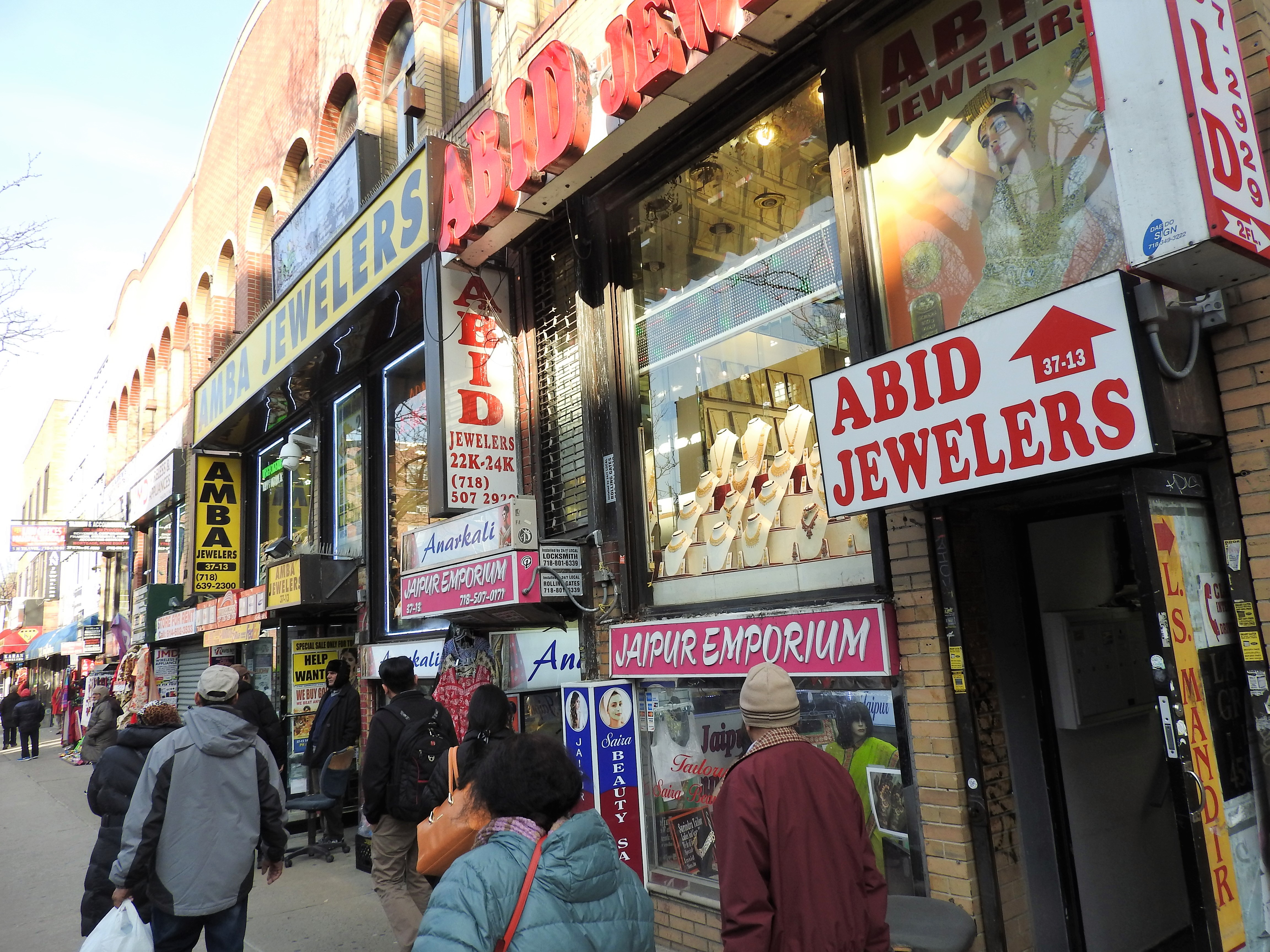
تطورت Little India في شارع 74th Street في Jackson Heights، كوينز، مدينة نيويورك، لتصبح منطقة أعمال لعموم جنوب آسيا.

وفقًا لمسح المجتمع الأمريكي لمكتب الإحصاء بالولايات المتحدة، نما عدد السكان الأمريكيين الهنود في الولايات المتحدة من 1.67 مليون تقريبًا في عام 2000 إلى 3.1 مليون في عام 2010 وهو ثالث أكبر مجتمع أمريكي آسيوي في الولايات المتحدة بعد الأمريكيين الصينيين والأمريكيون الفلبينيون .

### منطقة البحر الكاريبي
بعد إلغاء العبودية في المستعمرات الأوروبية، تم توظيف الهنود ليصبحوا عمالاً مستعدين لسد الحاجة إلى العمالة الرخيصة. الهنود في المقام الأول من مناطق أوده ومنطقة بوجوبوري في الحزام الهندي في ولايات بيهار وجارخاند وأوتار براديش الحالية في شمال الهند ومنطقة تيراي في نيبال، إلى جانب أقلية كبيرة أتت من جنوب الهند، والكثير غاية الأقلية الصغيرة التي جاءت من ولاية البنغال، البنجاب، البريج، بوندلخاند، باجيلخاند، ميثيلا، ملوى، جامو، كشمير، روهيلخاند، تشهاتيسجاره، أوديشا، هاريانا، ماهاراشترا، كوتش، Marwar، مور، و غوجارات تم إرسالها إلى منطقة البحر الكاريبي من قبل البريطانيين، الهولندية، و الفرنسية من أواخر 1830s إلى 1920s في وقت مبكر كما العمال متعاقد للعمل على قصب السكر، والكاكاو، والأرز، والموز، و البن العقارات . بعد الموجة الأولى من هجرة العمال بالسخرة، جاء المزيد من الهنود من غوجارات، والسند، وكوتش، والبنجاب، والبنغال، وجنوب الهند إلى منطقة البحر الكاريبي للعمل من الثلاثينيات حتى يومنا هذا. هناك أكثر من مليون هندي كاريبي . يعيش معظمهم في ترينيداد وتوباغو وغيانا وسورينام وجامايكا . يوجد عدد قليل في دول الكاريبي الأخرى مثل مارتينيك وجوادلوب وغيانا الفرنسية وبليز وسانت فنسنت وجزر غرينادين وسانت لوسيا وبربادوس وجرينادا وسانت كيتس ونيفيس وجزر فيرجن البريطانية . كان الهنود من مناطق بوجوبوري و أوده المتحدثة في الحزام الهندي هم غالبية الهنود في ترينيداد وتوباغو وغيانا وسورينام وجامايكا، ومن ثم أصبحت لهجتهم الهندوستانية معروفة باسم الكاريبي الهندوستاني وأصبحت لغة مشتركة للمهاجرين الهنود . منذ أن شكل الهنود الناطقون بوجبوري والأوادي أكبر مجموعة من الهنود، أصبحت التقاليد والثقافة من مناطق بوجبور وبورفاانشال وأواد الثقافة السائدة للهنود في تلك البلدان. أرسلت فرنسا الهنود الجنوبيين إلى مستعمراتها في منطقة البحر الكاريبي كعمال بالسخرة، وبالتالي هناك أيضًا العديد من السكان من أصل هندي في جوادلوب ومارتينيك وغيانا الفرنسية، ومعظمهم من أصل هندي جنوبي. هاجر العديد من سكان منطقة البحر الكاريبي إلى الولايات المتحدة والمملكة المتحدة وكندا وهولندا وفرنسا، وقد هاجر عدد قليل منهم بشكل موسمي إلى دول أمريكا اللاتينية المجاورة ودول الكاريبي الأخرى كعمال مهاجرين. غالبية الهندوسية الكاريبية هم من الهندوس، بينما توجد أقلية كبيرة من المسلمين والمسيحيين، إلى جانب أعداد أقل من الجاين والسيخ والبوذيين والبهائيين أو أتباع ديانة أخرى. يُعرف الهنود الكاريبيون بأحفاد الجهاجي أو الجيرميتاس .

## علم الوراثة
يبدو أن دراسات الجينوم الحديثة تظهر أن جنوب آسيا عبارة عن مزيج من مكونين رئيسيين من أسلافهما، أحدهما مقصور على جنوب آسيا والمكون الآخر مشترك مع آسيا الوسطى وغرب آسيا وأوروبا .